# Klostermuseum im Pfarrhof
Das Klostermuseum im Pfarrhof ist ein kirchen- und heimatgeschichtliches Museum in der Gemeinde Steingaden im oberbayerischen Landkreis Weilheim-Schongau.
Das Kloster Steingaden wurde im Jahr 1147 von Markgraf Welf VI., Sohn von Herzog Heinrich IX. von Bayern, als Prämonstratenser-Chorherrenstift sowie als Hauskloster und Grablege der Welfen gegründet.
Im Klostermuseum im Pfarrhof, untergebracht im Apothekentrakt des Chorherrenstifts, unmittelbar an das Welfenmünster anschließend, ist eine Sammlung mit Exponaten aus allen Epochen der 650-jährigen Steingadener Klostergeschichte zu sehen. Themen der Ausstellung sind u. a. die Geschichte der Welfen, die Kreuzzüge, die Baugeschichte des Klosters, die Auswirkungen der Säkularisation in Bayern auf das Kloster und den Ort Steingaden sowie Gemälde und Skulpturen aus dem ehemaligen Klosterbesitz.
Das Klostermuseum im Pfarrhof ist von April bis September jeden Donnerstag Nachmittag geöffnet. Sonderführungen gibt es auf Anfrage bei der Tourist Information Steingaden.